# Route nationale 393
Die Route nationale 393, kurz N 393 oder RN 393, war eine französische Nationalstraße.
Die Straße wurde erstmals 1933 eingerichtet und zugleich in das Nationalstraßennetz aufgenommen.
Der Streckenverlauf verlief von Blâmont bis zu einer Kreuzung mit der Nationalstraße N392 auf dem 718 Meter über NN hohen Berg „Col du Donon“. Die Gesamtlänge dieser Strecke betrug 40,5 Kilometer.
Im Jahr 1973 erfolgte die Herabstufung der Nationalstraße auf der gesamten Strecke. Sie wurde in die Département-Straße D993 umgewidmet.

## N393a
Die N393A war eine französische Nationalstraße und zugleich ein 3 Kilometer langer Seitenast der Nationalstraße N393.
Die Straße zweigte in Cirey-sur-Vezouze ab und verlief weiter nach Val-et-Châtillon.
An diesem Ort hatte die Nationalstraße ihren Endpunkt ohne Anschluss an eine andere Nationalstraße. Heute trägt sie die Straßennummer D993A.